# Microspio theeli
Microspio theeli är en ringmaskart. Microspio theeli ingår i släktet Microspio och familjen Spionidae. Utöver nominatformen finns också underarten M. t. kolaensis.